# Ritratto (album Franco Simone 1985)
Ritratto è un album di Franco Simone pubblicato dalla SGM nel 1985.

## Tracce
1. Capitano – 4:01 (Franco Simone, Roberto Dané)
2. Via da Amsterdam – 5:27 (Franco Simone, Roberto Dané)
3. Se dipingessi mia madre – 3:36 (Franco Simone, Pinuccio Pirazzoli, Roberto Dané)
4. Marva – 4:49 (Franco Simone, Pinuccio Pirazzoli, Roberto Dané)
5. Condizione felicità – 0:52 (Franco Simone, Roberto Dané)
6. Ritratto – 3:00 (Franco Simone, Marco Colombo)
7. Camper – 4:50 (Franco Simone, Roberto Dané)
8. Notte di san Lorenzo – 4:21 (Franco Simone)
9. Orizzonte – 3:33 (Franco Simone, Pinuccio Pirazzoli, Roberto Dané)
10. Metropoli – 4:59 (Franco Simone, Pinuccio Pirazzoli, Roberto Dané)

## Formazione
- Franco Simone – voce
- Paolo Steffan – chitarra, cori
- Gaetano Leandro – tastiera
- Nunzio Favia – batteria
- Pinuccio Pirazzoli – tastiera, cori, programmazione, batteria elettronica, chitarra, pianoforte
- Lele Melotti – batteria
- Gianpietro Gozzi – tastiera
- Ronnie Jackson – chitarra, basso
- Stefano Cerri – basso
- Alfredo Golino – batteria
- Claudio Tuma – chitarra
- Vito Castelmezzano – tastiera
- Alfio Calcagno – basso
- Giorgio Cocilovo – chitarra
- Matteo Fasolino – tastiera
- Giulia Fasolino, Michele Schembri, Livio Macchia, Claudio Rego, Marco Ferradini – cori